# Maria Tescanu Rosetti
Maria Tescanu Rosetti   (Berești-Tazlău, 18 de juliol de 1879 - Ginebra, 23 de desembre de 1968), sovint anomenada Maria Cantacuzino o Maruca o Maruca Enescu, fou una princesa romanesa, dama de la reina Maria de Romania, casada amb Mihail G. Cantacuzino, coneguda pel seu dramàtic triangle amorós amb Nae Ionescu i George Enescu, del qual va ser més tard l'esposa. Era la mare de l'aviador Constantin Cantacuzino i l'àvia de l'escriptora Oana Orlea.

## Biografia
Nascuda a Berești-Tazlău, comtat de Bacău, era descendent d'il·lustres famílies de boiars moldaus. El seu pare, Dumitru, descendia de la família Rosetti, i la seva mare, Alice Rosetti-Tescanus, dels Negri-Jora, i tots dos eren intel·lectuals coneguts. Dumitru era filòsof, sociòleg, publicista i traductor de l'obra de Vasile Conta al francès, i la seva mare, coneguda per haver col·leccionat "una de les biblioteques més valuoses de l'època", era una pianista coneixedora de la música i la literatura universals.
La família es pot considerar maleïda. El seu pare es va suïcidar amb 45 anys sense explicar-ne els motius. El seu germà, Constantin, va posar fi als seus dies aparentment de forma inexplicable. La seva germana, Nellie, mor de bogeria, igual que Eufrosina, la seva àvia paterna. La mateixa Maria tenia depressions, amb comportaments estranys com ara que li agradava viure a les fosques i també va tenir almenys un intent de suïcidi. Se sap que tenia una ferida produïda per un àcid a la galta dreta, i per això als retrats només se la pot veure del costat esquerre.
Va passar la seva infantesa i adolescència a Tescani i va ser escolaritzada a casa per institutrius, que van ajudar a Maria a adquirir "una vasta cultura a través de la lectura, la correspondència i els viatges". Va arribar a ser la dama d'honor de la reina Maria de Romania. Amb divuit anys, es va casar amb Mihail (Mişu) Cantacuzino, dotze anys més gran que ella, fill gran del príncep Grigore Cantacuzino, anomenat Nabab i un dels homes més rics del país. Amb el casament obté el títol de princesa, al qual no renunciaria mai. Maruca era molt estimada pel seu sogre que l'anomenava «Perla de Moldàvia». Era una dona molt bonica, molt ambiciosa, que volia ser princesa i es comportava com una princesa. Va arribar als cercles aristocràtics més alts de Romania i va fer amistat amb Matila Ghyka, Jean Chryssoveloni, Martha Bibescu, Cella Delavrancea, Nae Ionescu i Alice Voinescu.
Després d'uns quants anys d'harmonia matrimonial, Mihail és enxampat per la seva dona en ple adulteri amb la germana de la princesa, Nellie. Aquesta va ser la recompensa de presentar la seva germana petita a l'alta societat. Havien passat nou anys i ja tenia dos fills, un d'ells l'aviador Constantin Cantacuzino. Amb el divorci hauria perdut la seva condició de princesa, motiu pel qual en realitat s'havia casat, i hauria sigut la riota als salons de Bucarest. Per aquest motiu va decidir no fer-ho però viurien vides separades.
En aquell moment de desesperació, decideix respondre l'engany amb la mateixa moneda i recorda la seva antiga amistat amb George Enescu, el jove músic que havia conegut quan tenia vint anys, que estava bojament enamorat d'ella. Maruca Cantacuzino era amiga de la princesa Maria (més tard reina), i segurament va ser a través d'ella que va conèixer Enescu per primera vegada el 1907 a l'Ateneu. El compositor de vint-i-sis anys, dos anys més jove que ella, es va enamorar de la bella princesa. Maruca va començar a convidar-lo regularment a tocar a les seves vetllades al Palau Cantacuzino, on també feia concerts, així com en altres llocs on es trobava Maruca.
En la seva joventut Maruca va ser una dona fascinant, amb una combinació de gran bellesa i una vivacitat d'esperit inusual (i de vegades estranya). La reina Maria va escriure més tard que «era rica i independent i vivia exactament com volia». També tenia una afició gairebé perversa per l'absurd en totes les seves formes, per exemple les seves vetllades només eren il·luminades per la llar de foc. Enescu es va enamorar apassionadament de la princesa Cantacuzino, i l'afer era un secret a veus. Una carta que li va escriure l'any 1915 comença «Mon adorée». Van adoptar un llenguatge mitològic privat de termes afectuosos l'un per l'altre, que van continuar utilitzant durant la resta de les seves vides. El seu nom preferit per a ell era «Pynx», un nom derivat aparentment de la paraula «Esfinx».

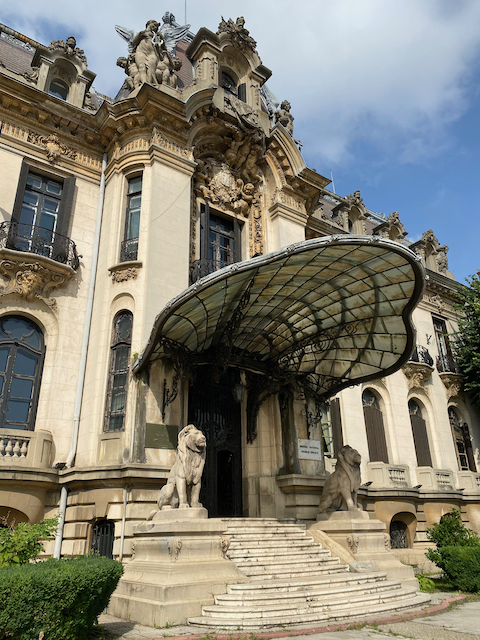
Entrada del Palau Cantacuzino, amb una visera en forma de ventall de cua de paó, símbol dels Catacuzino

Durant la Primera Guerra Mundial, va ser la figura central d'un escàndol en un hospital de Iași, on havia obligat soldats ferits a actuar per a ella i els seus convidats durant els banquets. El febrer de 1918, formava part d'un grup de dones aristòcrates que, amb el suport de la reina, va participar en una manifestació contra la política de guerra del primer ministre el general Alexandru Averescu.
El seu marit, Mihail G. Cantacuzino, va morir prematurament el 1928 en un accident de cotxe a Dealu Negru. Abans de decidir casar-se amb l'il·lustre músic, després de trenta anys d'amor, Maruca va mantenir una relació de deu anys amb el filòsof de moda en aquell període a Bucarest, Nae Ionescu. Durant aquest temps Enescu es va autoexiliar a la seva segona pàtria, a París. Només la separació amb aquest darrer, aporta la possibilitat de formalitzar la connexió que va durar tantes dècades entre Maruca i Enescu. I entremig també un intent de suïcidi fallit.

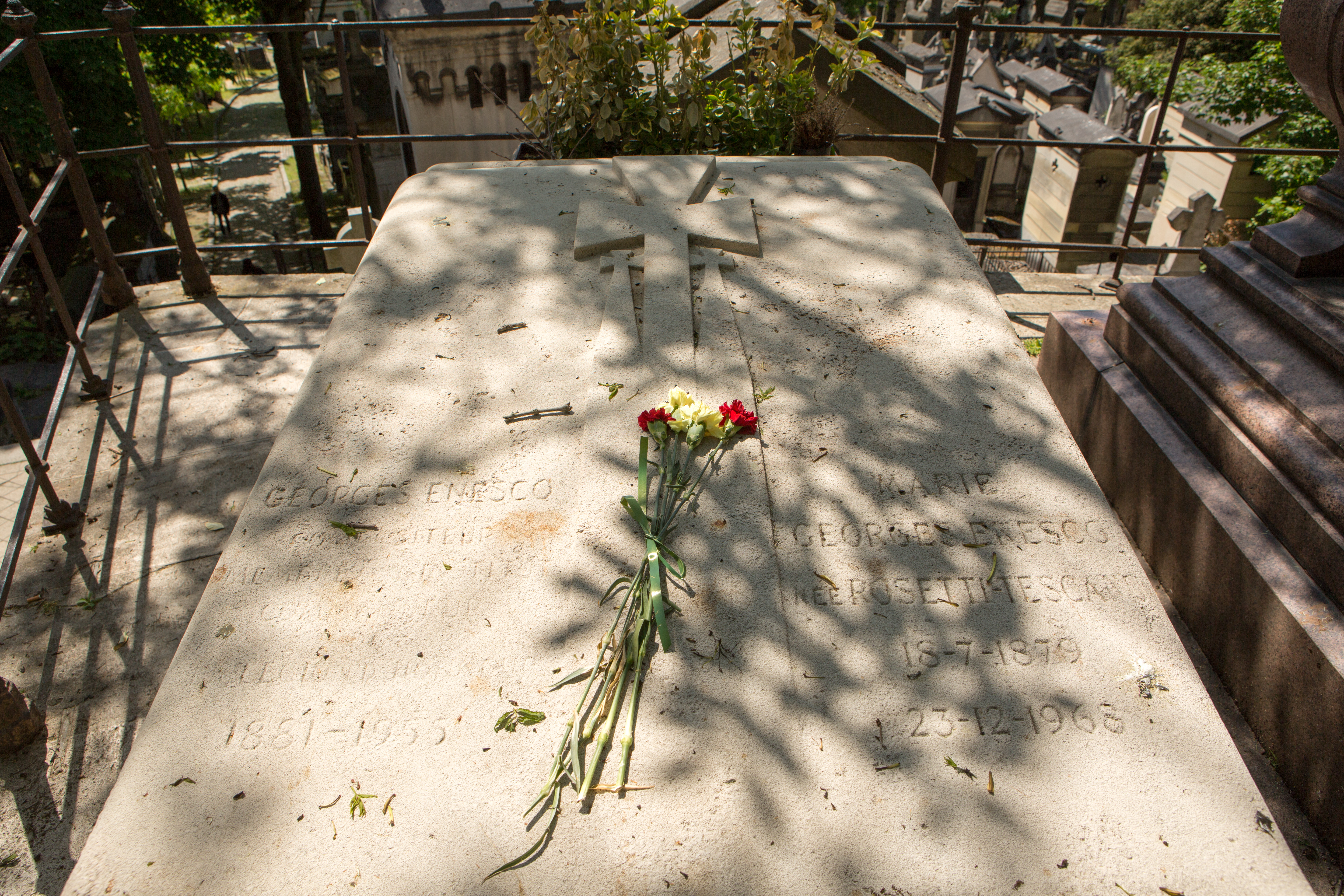
Tomba de Maria Tescanu Rosetti i George Enescu

En el moment del seu matrimoni, el 4 de desembre de 1937, la cara de la Maruca s'havia desfigurat després que, segons els rumors de l'època, s'hagués llençat vidriol a la cara després de separar-se de Nae Ionescu. Els Enescu no van viure mai al Palau Cantacuzino. El sumptuós edifici va ser llogat per Maruca al Consell de Ministres, que hi va tenir la seu entre 1933 i 1947. Tots dos vivien en un pis a l'actual carrer George Enescu, així com en un altre a la zona de Cismigiu, i durant els darrers dos anys, abans de marxar del país el 1946, es van allotjar a la casa de darrere del palau.
Ja casada amb el compositor, la princesa Maruca Cantacuzino continua amb el seu destí i serà enganyada pel seu segon marit, i també amb una persona propera, la jove polonesa Claudia Ragulski que ella mateixa li havia presentat perquè li fes companyia. Decideix venjar-se i decideix fer que la vida d'Enescu, probablement l'únic home que realment l'estimava, fos miserable. I ho va aconseguir! Dèbil, immobilitzat al llit, mig paralitzat, el músic va morir la nit del 4 al 5 de maig de 1955 a París, en un apartament de l'Hotel Atala. Maruca ho va fer tretze anys més tard, morint a Suïssa un dia trist de desembre de 1968.
Tots dos estan enterrats al Cementiri Père Lachaise de París, l'únic lloc on Maruca va acceptar, fins i tot va demanar com un dels últims desitjos, de no posar la paraula «princesa». Un any abans de la seva mort, Maruca havia demanat que s'escrigués Maria Enescu a la seva tomba.
Maria va publicar les seves memòries, escrites en francès (Ombres et lumière. Souvenirs d'une Princesse Moldave/Ombres i llums. Memòries d'una princesa moldava), on va descriure l'evolució de la societat romanesa de 1850 a 1953.<ref. nom=":0" />